# Дистель, Петер-Михаэль
Петер-Михаэль Дистель (нем. Peter-Michael Diestel; род. 14 февраля 1952, Бинц) — немецкий адвокат и бывший заместитель премьер-министра и бывший министр внутренних дел ГДР.
В январе 1990 года он был одним из основателей партии Немецкий социальный союз, в которой он занял пост генерального секретаря до июня того года.

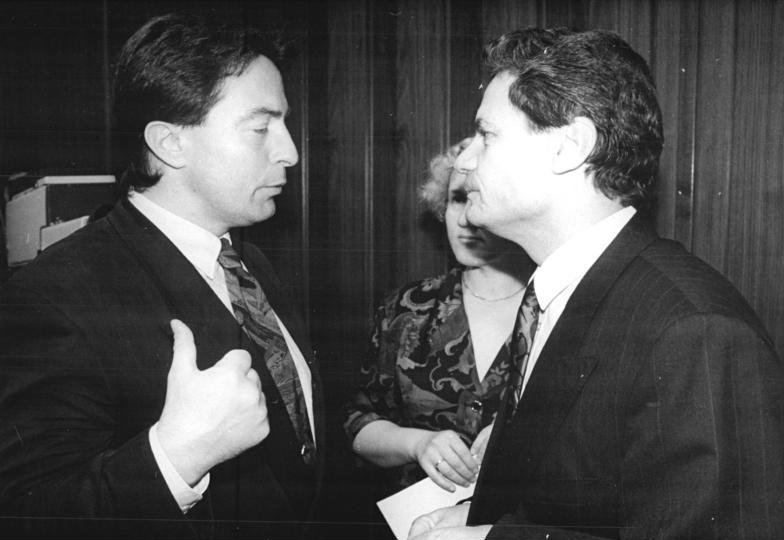
1990

С марта по октябрь 1990 Дистель был депутатом Народной палаты и с апреля по октябрь заместителем премьер-министра, а также министром внутренних дел ГДР. В июне 1990 года Дистель вышел из НСС и в августе вступил в ХДС.
В 1994—1997 годах Дистель был президентом футбольного клуба «Ганза Росток».